# 大連彌生高等女學校
大連弥生高等女学校，是关东州的一所旧制高等女学校。地址位于大连市弥生町67番地（中山区世纪街、福寿街路段，福寿街12号)，毗邻南满洲铁道株式会社本社、山县通（中山区人民路）。原址后改为大连市第二十高级中学。
根据敕令第108号，关东都督府颁布《高等女学校官制》，决定创办专门招收日本人的高等女学校，依据日本国内的教育制度，学制定为5年。
为了满足与日俱增的小学校女生升人普通中学学习的需求，日本殖民统治当局于1919年4月创办了公立大连弥生高等女学校。

## 学校历史
- 1919年3月       大连市政议会决定建置该校，初期名称为大连实科高等女学校。
- 1922年2月13日   修改学校规则，以学习本科为主并增加实用科目，校名改称大连市立高等女学校。
- 1926年6月22日   根据关东厅第30号令，升格为关东州公立高等女学校。
- 1928年4月1日     改称为大连弥生高等女学校。
- 1945年8月22日    太平洋战争结束，因苏联军队进驻曾停课，10月重新开课。
- 1946年4月26日    从此日开始所有学校归大连市政府管理。
- 1946年8月12日    改称大连市日侨女子中等学校第一校。
- 1946年12月20日   最后一次举行毕业式和升级式。
- 1946年12月21日   大连市市政府接收本校舍。学校关闭。